# ایرانس
ایرانس (به فرانسوی: Ayrens) یک کمون در فرانسه است که در canton of Laroquebrou واقع شده‌است. ایرانس ۲۵٫۵ کیلومتر مربع مساحت دارد.